# Onobrychis conferta
Onobrychis conferta är en ärtväxtart som först beskrevs av René Louiche Desfontaines, och fick sitt nu gällande namn av Nicaise Auguste Desvaux. Onobrychis conferta ingår i släktet esparsetter, och familjen ärtväxter.

## Underarter
Arten delas in i följande underarter:
- O. c. argentea
- O. c. conferta
- O. c. hispanica